# Schleifwiesengraben
Der Schleifwiesengraben ist ein linker, periodischer Zufluss des Aubachs im Landkreis Miltenberg im bayerischen Spessart.

## Geographie

### Verlauf
Der Schleifwiesengraben entspringt dem Hainbuchenbrunnen nordöstlich von Mönchberg. Er fließt in westliche Richtung und mündet etwa 500 m unterhalb der Waldmühle in den Aubach.

### Flusssystem Elsava
- Fließgewässer im Flusssystem Elsava